# Kepler-35
Kepler-35, även känd som KOI-2937, är en dubbelstjärna i mellersta delen av stjärnbilden Svanen, inom synfältet för Keplerteleskopet. Baserat på uppmätt parallaxmätning inom Hipparcosuppdraget enligt Gaia Data Release 3 på ca 0,525 mas beräknas den befinna sig på ett avstånd av ca 6 200 ljusår (ca 1 910 parsec) från solen.

## Egenskaper
Primärstjärnan Kepler-35 A är en gul till vit stjärna i huvudserien förmodligen av spektralklass G. Den har en massa av ca 0,89 solmassa, en radie av ca 1,03 solradie och utsänder energi från dess fotosfär motsvarande ca 0,94 gånger solen vid en effektiv temperatur av ca 5 600 K.
Följeslagaren Kepler-35 B, separeerad med 0,176 AE från primärstjärnan, är en gul till vit stjärna i huvudserien även den med förmodad spektralklass G. Den har en massa av ca 0,81 solmassa, en radie av ca 0,79 solradie och utsänder energi från dess fotosfär motsvarande ca 0,41 gånger solen vid en effektiv temperatur av ca 5 200 K.

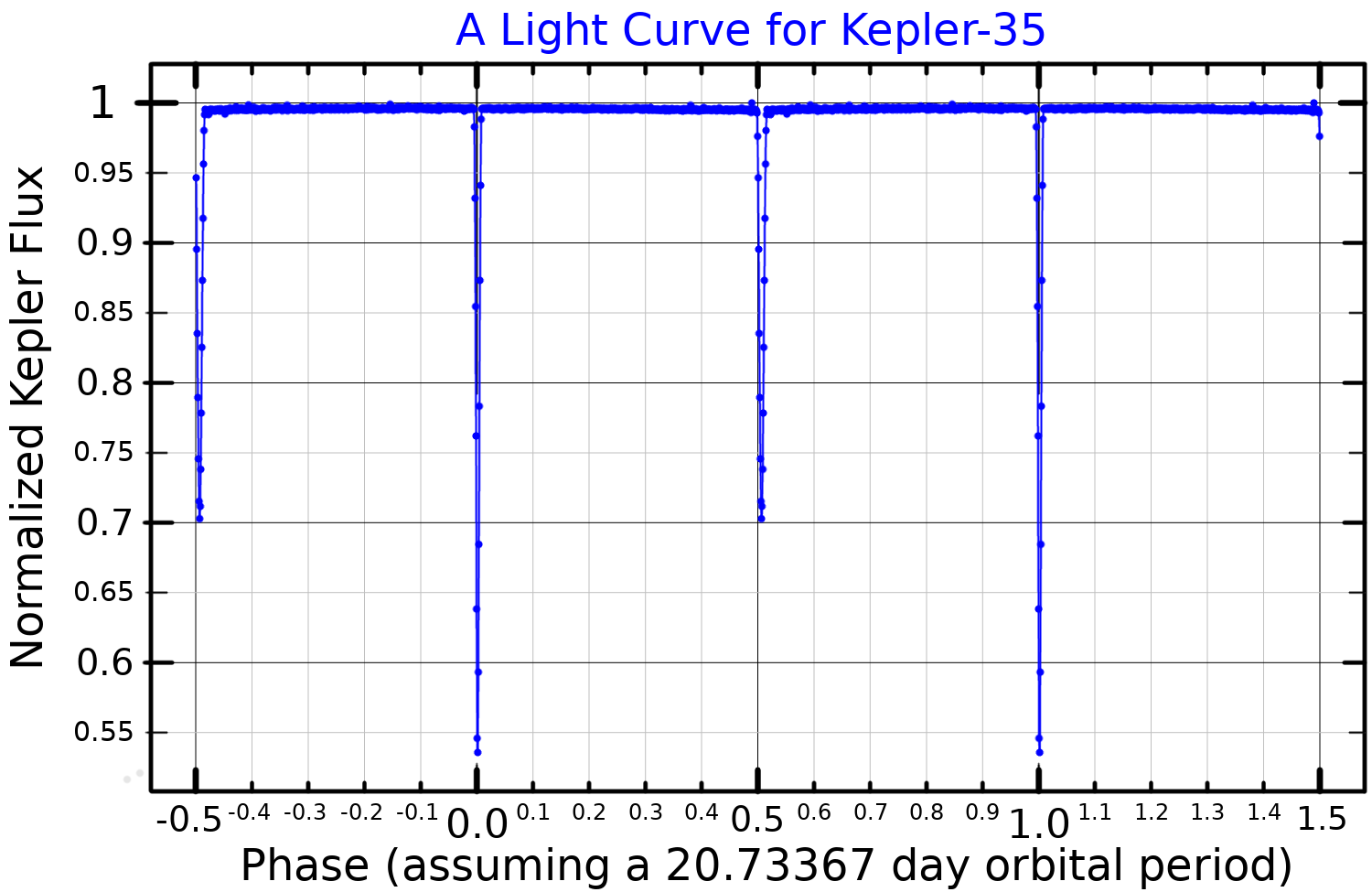
Ljuskurva för Kepler-35, anpassad från data från Keplerteleskoppet.

Stjärnorna cirkulerar med en omloppsperiod av 20,73 dygn i en bana som ligger i linje med siktlinjen mot jorden så att stjärnorna förmörkar varandra. Banan har en halv storaxel av 0,2 AE och en svag excentricitet på 0,16. De exakta mätningarna som görs av Keplerteleskopet gör att dopplerstrålning kan detekteras, liksom variationer i ljusstyrka på grund av stjärnornas ellipsoida form och reflektioner av en stjärna på den andra.

## Planetsystem
Kepler-35 b är en gasjätte som kretsar kring de båda stjärnorna i Kepler-35-systemet. Planeten är över en åttondel av Jupiters massa och har en radie på 0,728 Jupiterradier. Planeten har en omloppsperiod av 131,458 dygn i en något excentrisk bana med en halv storaxel på drygt 0,6 AE, bara cirka 3,5 gånger den mellan moderstjärnorna. Närheten och excentriciteten hos både dubbelstjärnan och att båda stjärnorna har liknande massa resulterar i att planetens omloppsbana väsentligt avviker från Keplersisk omloppsbana. Studier har föreslagit att denna planet måste ha bildats utanför dess nuvarande omloppsbana och migrerat inåt senare. Excentriciteten av planetarisk omloppsbana förvärvas på det sista stadiet av migration, på grund av interaktion med den återstående stoftskivan.
Numerisk simulering av bildandet av planetsystemet Kepler-35 har visat att bildandet av ytterligare stenplaneter i den beboeliga zonen är mycket troligt, och att dessa planetbanor är stabila.
| Planet | Massa    | Halv storaxel (AE) | Siderisk omloppstid (d) | Excentricitet | Inklination | Radie    |
| ------ | -------- | ------------------ | ----------------------- | ------------- | ----------- | -------- |
| b      | 0,127 MJ | 0,60347            | 131,458                 | 0,042         | 90,760°     | 0,728 RJ |